# Marginalintäkt

Linjära marginalintäktskurvor (MR) och genomsnittliga intäktskurvor (AR) för ett företag som inte är i perfekt konkurrens

Marginalintäkt (eller marginell nytta) är ett centralt begrepp inom mikroekonomi som beskriver den ytterligare totala intäkt som genereras genom att öka produktförsäljningen med 1 enhet.  Marginalintäkten är ökningen av intäkter från försäljning av en ytterligare produktenhet, dvs. intäkten från försäljningen av den sista produktenheten. Det kan vara positivt eller negativt. Marginalintäkt är ett viktigt begrepp i leverantörsanalys. För att härleda värdet av marginalintäkten krävs det att man undersöker skillnaden mellan de sammanlagda fördelarna ett företag fick från den mängd av en vara och tjänst som producerades under den senaste perioden och under den innevarande perioden med en extra enhets ökning av produktionstakten. Marginalintäkter är ett grundläggande verktyg för ekonomiskt beslutsfattande inom ett företags miljö, tillsammans med marginalkostnader som måste beaktas.
På en perfekt konkurrensutsatt marknad är den extra intäkt som genereras genom att sälja en ytterligare enhet av en vara lika med det pris som företaget kan ta ut av köparen av varan. Detta beror på att ett företag på en konkurrensutsatt marknad alltid kommer att få samma pris för varje enhet det säljer oavsett antalet enheter företaget säljer eftersom företagets försäljning aldrig kan påverka branschens pris. Därför, på en perfekt konkurrensutsatt marknad, sätter företagen prisnivån lika med sina marginalintäkter (MR = P).
I ofullständig konkurrens är ett monopolföretag en stor producent på marknaden och förändringar i dess produktionsnivåer påverkar marknadspriserna och bestämmer hela branschens försäljning. Därför sänker ett monopolföretag sitt pris på alla sålda enheter för att öka produktionen (kvantiteten) med 1 enhet. Eftersom en prissänkning leder till en minskning av intäkterna på varje vara som företaget säljer, är den genererade marginalintäkten alltid lägre än den prisnivå som tas ut (MR < P) . Marginalintäkten (ökningen av den totala intäkten) är det pris företaget får på den ytterligare sålda enheten, minus de intäkter som förloras genom att sänka priset på alla andra enheter som såldes före prisminskningen. Marginalintäkt är konceptet att ett företag offrar möjligheten att sälja den nuvarande produktionen till ett visst pris för att sälja en större kvantitet till ett reducerat pris.
Vinstmaximering sker vid den punkt där marginalintäkten (MR) är lika med marginalkostnaden (MC). Om MR > MC kommer ett vinstmaximerande företag att öka produktionen för att generera mer vinst, medan om MR < MC då kommer företaget att minska produktionen för att göra ytterligare vinst. Således kommer företaget att välja den vinstmaximerande produktionsnivån för vilken MR = MC.

## Definition
Marginalintäkten är lika med förhållandet mellan förändringen i intäkter för en viss förändring i såld kvantitet och den förändringen i såld kvantitet. Detta kan formuleras som:
{\displaystyle MR={\frac {\Delta TR}{\Delta Q}}}
Detta kan också representeras som en derivata när förändringen i såld kvantitet blir godtyckligt liten. Definiera intäktsfunktionen till
{\displaystyle R(Q)=P(Q)\cdot Q,}
där Q är utgången och P ( Q ) är kundernas inversa efterfrågefunktion. Enligt produktregeln ges marginalintäkten sedan av
{\displaystyle R'(Q)=P(Q)+P'(Q)\cdot Q,}
där primtecknet anger en derivata. För ett företag som står inför perfekt konkurrens förändras inte priset med såld kvantitet (P'(Q) = 0), så marginalintäkten är lika med priset. För ett monopol minskar priset med den sålda kvantiteten (P'(Q) < 0), så marginalintäkten är mindre än priset för positiv Q (se exempel 1 ).
Exempel 1: Om ett företag säljer 20 enheter böcker (kvantitet) för 50 dollar styck (pris), genererar detta den totala intäkten : P*Q = 50 dollar*20 = 1000 dollar
Om företaget ökar den sålda kvantiteten till 21 enheter böcker för 49 dollar styck, genererar detta den totala intäkten : P*Q = 49*21 = 1029 dollar
Därför, med hjälp av formeln för marginalintäkter (MR) = {\displaystyle {\frac {\Delta TR}{\Delta Q}}=\left({\frac {\$1029-\$1000}{21-20}}\right)=\$29}
Exempel 2: Om ett företags totala intäktsfunktion skrivs som {\displaystyle R(Q)=P(Q)\cdot Q,}
{\displaystyle R(Q)=(Q)\cdot (200-Q)}
{\displaystyle R(Q)=200Q-Q^{2}}
Genom första ordningens härledning skulle sedan marginalintäkten uttryckas som
{\displaystyle MR=R'(Q)=200-2Q}
Därför, om Q = 40,
MR = 200 − 2(40) = 120 kr

## Marginalintäktskurva

Marginalintäkter under perfekt konkurrens.

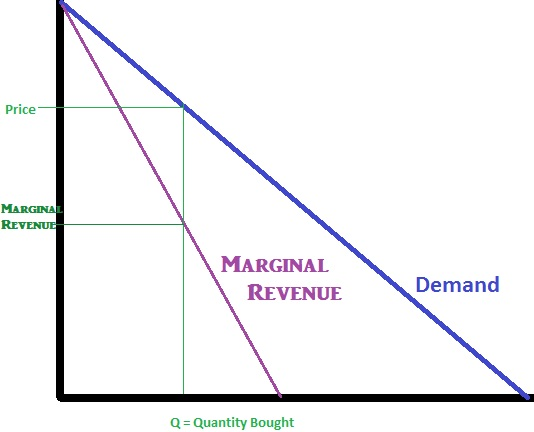
Marginalintäkter under monopol.

Marginalintäktskurvan påverkas av samma faktorer som efterfrågekurvan – förändringar i inkomst, förändringar i priserna på komplement och substitut, förändringar i populationer etc. Dessa faktorer kan få MR-kurvan att förskjutas och rotera. Marginalintäktskurvan skiljer sig åt vid perfekt konkurrens och ofullkomlig konkurrens (monopol).
Under perfekt konkurrens finns det flera företag på marknaden. Förändringar i utbudsnivån för ett enskilt företag påverkar inte priset på marknaden. Företag följer det pris som bestäms av marknadens jämvikt mellan utbud och efterfrågan och är pristagare. Marginalintäktskurvan är en horisontell linje vid marknadspriset, vilket innebär perfekt elastisk efterfrågan och är lika med efterfrågekurvan.
Under monopol är ett företag ensam säljare på marknaden med en differentierad produkt. Utbudsnivån (produktionen) och priset bestäms av monopolisten för att maximera vinsten, vilket gör monopolisten till en prissättare. Marginalintäkten för en monopolist är den privata vinsten av att sälja en ytterligare produktionsenhet. Marginalintäktskurvan lutar nedåt och ligger under efterfrågekurvan, och den ytterligare vinsten från att öka den sålda kvantiteten är lägre än det valda marknadspriset. Under monopol sjunker priset på alla enheter varje gång ett företag ökar sin produktion, vilket leder till att företaget står inför en minskande marginalintäkt.

## Marginalintäktskurva och marginalkostnadskurva
Ett företag kommer att sluta producera en produkt/tjänst när marginalintäkten (pengar som företaget tjänar på varje ytterligare försäljning) är lika med marginalkostnaden (kostnaden företaget har för att producera en ytterligare enhet). Därför tjänar ett företag pengar när MR är större än marginalkostnaden (MC). Och när MC = MR kallas det vinstmaximering. Efter denna punkt kan företaget inte längre gå med vinst. Därför ligger det i deras intresse att stoppa produktionen.

## Sambandet mellan marginalintäkter och elasticitet
Sambandet mellan marginalintäkter och efterfrågeelasticiteten hos företagets kunder kan härledas enligt följande:
{\displaystyle R=P(Q)\cdot Q,}
Ta första ordningens derivata av den totala intäkten:
{\displaystyle \left({\frac {dR}{dQ}}\right)=\left({\frac {dQ}{dQ}}\right)\cdot P+\left({\frac {dP}{dQ}}\right)\cdot Q}
{\displaystyle MR=dR/dQ=P+{\frac {dP}{dQ}}\cdot Q=P+\left({\frac {dP}{dQ}}{\frac {Q}{P}}\right)\cdot P=P\cdot \left(1+{\frac {1}{e}}\right),}
där R är den totala intäkten, P ( Q ) är inversen av efterfrågefunktionen och e < 0 är priselasticiteten hos efterfrågan skriven som {\displaystyle e=\left({\frac {dQ}{dP}}{\frac {P}{Q}}\right)}
Monopolistföretag, som prissättare på marknaden, har incitament att sänka priserna för att öka sålda kvantiteter. Priseffekter uppstår när ett företag höjer priserna på sina produkter och ökar intäkterna på varje såld enhet. Kvantitetseffekten, å andra sidan, beskriver det skede då priserna ökade och konsumenternas efterfrågade kvantitet minskade. Företagens prissättningsbeslut baseras därför på avvägningen mellan de två resultaten genom att beakta elasticitet.
När ett monopolistföretag har en oelastisk efterfrågekurva (e < 1) innebär det att den procentuella förändringen i kvantitet är mindre än den procentuella förändringen i pris. Genom att öka den sålda kvantiteten tvingas företaget acceptera en prissänkning för alla nuvarande och tidigare produktionsenheter, vilket resulterar i en negativ marginalintäkt (MR). Eftersom konsumenter är mindre känsliga och mottagliga för lägre prisrörelser är den förväntade ökningen av produktförsäljningen högst osannolik och företag förlorar mer vinster på grund av minskade marginalintäkter. Ett rationellt företag måste istället bibehålla sina nuvarande prisnivåer eller höja priset för vinstutökning.
Ökad konsumenters respons på små prisförändringar representerar en elastisk efterfrågekurva (e>1), vilket resulterar i en positiv marginalintäkt (MR) under monopolkonkurrens. Detta innebär att en procentuell förändring i kvantitet överväger den procentuella prisförändringen. Företag på marknaden för ofullständig konkurrens som sänker priserna med en liten del gynnas av en stor procentuell ökning av såld kvantitet och detta genererar större marginalintäkter. Med detta kommer ett rationellt företag att inse värdet av priseffekter under en elastisk efterfrågefunktion för sina produkter och skulle undvika att öka priserna eftersom den förlorade kvantiteten (efterfrågan) skulle förstärkas på grund av den elastiska efterfrågekurvan.
Om företaget är en perfekt konkurrent, där producerad och såld kvantitet inte har någon effekt på marknadspriset, är efterfrågeelasticiteten negativ oändlighet och marginalintäkten är helt enkelt lika med det (marknadsbestämda) priset. {\displaystyle (MR=P)}
Därför är det viktigt att vara medveten om efterfrågeelasticiteten. En monopolist föredrar att befinna sig i den mer elastiska änden av efterfrågekurvan för att få en positiv marginalintäkt. Detta visar att en monopolist minskar produktionen upp till den punkt där marginalintäkterna är positiva.

## Marginalintäkt och marginell nytta
Exempel 1: Anta att konsumenter vill köpa ett extra läppstift. Om konsumenten är villig att betala 50 dollar för detta extra läppstift, är marginalinkomsten för köpet 50 dollar. Men ju fler läppstift konsumenterna har, desto mindre betalar de för nästa läppstift. Detta beror på att i takt med att konsumenterna samlar på sig fler och fler läppstift, kommer fördelarna med att ha ett extra läppstift att minska.
Exempel 2: Anta att kunder överväger att köpa 10 datorer. Om marginalinkomsten för den elfte datorn är 2 dollar, och datorföretaget är villigt att sälja den elfte komponenten för att maximera sitt konsumentintresse, är företagets marginalinkomst 2 dollar och konsumenternas marginalinkomst 2 dollar.

## Lagen om avtagande marginalavkastning
Inom mikroekonomi minskar avkastningen för varje enhet insats som läggs till ett företag. När en variabel produktionsfaktor sätts in i ett företag på en konstant teknologisk nivå, kommer den initiala ökningen av denna produktionsfaktor att öka produktionen, men när den överstiger en viss gräns kommer den ökade produktionen att minska och så småningom minska produktionen i absoluta termer.

## Lagen om ökande marginell avkastning
I motsats till lagen om avtagande marginalavkastning, i en kunskapsberoende ekonomi, ökar produktionen i takt med att kunskap och tekniska insatser ökar, och producenternas avkastning tenderar att öka. Detta är ett exempel på ökande marginalintäkter; anta att ett företag producerar leksaksflygplan. Efter en viss produktion spenderar företaget 10 dollar i material och arbete för att bygga det första leksaksflygplanet. Det första leksaksflygplanet säljs för 15 dollar, vilket innebär att vinsten på den leksaken är 5 dollar. Antag nu att det andra leksaksflygplanet också kostar 10 dollar, men den här gången kan det säljas för 17 dollar. Vinsten på det andra leksaksflygplanet är 12 dollar större än vinsten på det första leksaksflygplanet.

## Marginalintäkter och prissättning för påslag
Vinstmaximering kräver att ett företag producerar där marginalintäkterna är lika med marginalkostnaderna. Företagscheferna har sannolikt inte fullständig information om deras marginalintäktsfunktion eller deras marginalkostnader. Villkoren för vinstmaximering kan dock uttryckas i en "mer lättillämplig form":
MR = MC,
MR = P(1 + 1/e),
MC = P(1 + 1/e),
MC = P + P/e,
(P − MC)/ P = −1/e.
Påslag är skillnaden mellan pris och marginalkostnad. Formeln anger att påslag som en procentandel av priset är lika med det negativa (och därmed det absoluta värdet) av inversen av efterfrågeelasticiteten. En lägre efterfrågeelasticitet innebär ett högre påslag vid vinstmaximerande jämvikt.
(P − MC)/ P = −1/e kallas Lernerindex efter ekonomen Abba Lerner. Lernerindex är ett mått på marknadsmakt – ett företags förmåga att ta ut ett pris som överstiger marginalkostnaden. Indexet varierar från noll (när efterfrågan är oändligt elastisk (en perfekt konkurrensutsatt marknad) till 1 (när efterfrågan har en elasticitet på −1). Ju närmare indexvärdet är 1, desto större är skillnaden mellan pris och marginalkostnad. Lernerindex ökar i takt med att efterfrågan blir mindre elastisk.
Alternativt kan förhållandet uttryckas som:
P = MC/(1 + 1/e).
Således, till exempel, om e är −2 och MC är 5,00 dollar, så är priset 10,00 dollar.
Exempel Om ett företag kan sälja 10 enheter för 20 dollar styck eller 11 enheter för 19 dollar styck, då är marginalintäkten från den elfte enheten (11 × 19) − (10 × 20) = 9 dollar.

## Anteckningar
1. 1 2 3 4 5 6  Schiller, Bradley R.; Gebhardt, Karen (2017). Essentials of economics (10th). New York: McGraw-Hill/Irwin. ISBN 978-1-259-23570-2. OCLC 955345952
2. ↑  Mankiw, N. Gregory (2009). Principles of microeconomics (5th). Mason, OH: South-Western Cengage Learning. ISBN 978-0-324-58998-6. OCLC 226358094
3. 1 2  Roger LeRoy Miller, "Intermediate Microeconomics  Theory Issues Applications, Third Edition", New York: McGraw-Hill, Inc, 1982.
4. ↑  Bradley R. chiller, "Essentials of Economics", New York: McGraw-Hill, Inc., 1991.
5. ↑  Fisher, Timothy C. G. (2010). Managerial economics : a strategic approach. Routledge
6. 1 2  Pindyck, Robert S. (3 December 2014). Microeconomics. Rubinfeld, Daniel L. (Global edition, Eighth). Boston [Massachusetts]. ISBN 978-1-292-08197-7. OCLC 908406121. https://www.worldcat.org/oclc/908406121
7. ↑  ”3.2: Monopoly Profit-Maximizing Solution” (på engelska). Social Sci LibreTexts. 2020-02-27. https://socialsci.libretexts.org/Bookshelves/Economics/Book%3A_The_Economics_of_Food_and_Agricultural_Markets_(Barkley)/03%3A_Monopoly_and_Market_Power/3.02%3A_Monopoly_Profit-Maximizing_Solution.
8. ↑  Goldstein, Larry Joel; Lay, David C.; Schneider, David I. (2004). Brief calculus & its applications (10th). Upper Saddle River, NJ: Pearson Education. ISBN 0-13-046618-2. OCLC 50235091
9. ↑  Landsburg, Steven E. (2013). Price theory and applications (Ninth). Stamford, CT. ISBN 978-1-285-42352-4. OCLC 891601555
10. 1 2 3  Kumar, Manoj (2015-05-08). ”Revenue Curves under Different Markets (With Diagram)” (på amerikansk engelska). Economics Discussion. https://www.economicsdiscussion.net/revenue/revenue-curves-under-different-markets-with-diagram/6877.
11. ↑  ”The Supply Curve of a Competitive Firm”. saylordotorg.github.io. https://saylordotorg.github.io/text_microeconomics-theory-through-applications/s10-05-the-supply-curve-of-a-competit.html.
12. ↑  ”Demand in a Perfectly Competitive Market”. www.cliffsnotes.com. https://www.cliffsnotes.com/study-guides/economics/perfect-competition/demand-in-a-perfectly-competitive-market.
13. ↑   Microeconomics : theory through applications
14. ↑  McLean, William J. (William Joseph) (2013). Economics and contemporary issues. Applegate, Michael. (9e). Mason, Ohio: South-Western Cengage Learning. ISBN 978-1-111-82339-9. OCLC 775406167. https://www.worldcat.org/oclc/775406167
15. ↑  Tuovila, Alicia. ”Marginal Revenue (MR) Definition” (på engelska). Investopedia. https://www.investopedia.com/terms/m/marginal-revenue-mr.asp.
16. 1 2  ”Marginal revenue for a monopolist”. www.economics.utoronto.ca. https://www.economics.utoronto.ca/osborne/2x3/tutorial/MR.HTM.
17. ↑  ”The Monopoly Model”. saylordotorg.github.io. https://saylordotorg.github.io/text_principles-of-microeconomics-v2.0/s13-02-the-monopoly-model.html.
18. ↑  Boyce, Paul (February 6, 2021). ”Marginal Revenue Definition”. Boycewire. https://boycewire.com/marginal-revenue-definition/.
19. 1 2 3 4 5 6  ”3.3: Marginal Revenue and the Elasticity of Demand” (på engelska). Social Sci LibreTexts. 2020-02-27. https://socialsci.libretexts.org/Bookshelves/Economics/Book%3A_The_Economics_of_Food_and_Agricultural_Markets_(Barkley)/03%3A_Monopoly_and_Market_Power/3.03%3A_Marginal_Revenue_and_the_Elasticity_of_Demand.
20. 1 2  Rekhi, Samia (2016-05-16). ”Marginal Revenue and Price Elasticity of Demand” (på amerikansk engelska). Economics Discussion. https://www.economicsdiscussion.net/price-elasticity/marginal-revenue-and-price-elasticity-of-demand/19728.
21. ↑  Paul Krugman (2013). Microeconomics (3rd). New York. ISBN 978-1-4292-4005-5. OCLC 796082268
22. 1 2  Pemberton, Malcolm; Rau, Nicholas (2011). Mathematics for economists : an introductory textbook (3rd). Manchester: Manchester University Press. ISBN 978-0-7190-8705-9. OCLC 756276243
23. 1 2 3 4  ”Leibniz: The elasticity of demand” (på engelska). www.core-econ.org. http://www.core-econ.org/the-economy/book/text/leibniz-07-08-01.html.
24. ↑  Perloff (2008) p. 371.